# Mistrovství světa ve fotbale 2014 – skupina C
Skupina C Mistrovství světa ve fotbale 2014 byla jednou z osmi základních skupin tohoto šampionátu. Nalosovány do ní byly celky Kolumbie, Řecka, Pobřeží slonoviny a Japonska.

## Týmy
| Pozice při losu (nasazení) | Tým               | Kvalifikován jako             | Datum zajištění účasti | Pořadí účasti na MS | Poslední účast | Nejlepší umístění             | Žebříček FIFA | Žebříček FIFA |
| Pozice při losu (nasazení) | Tým               | Kvalifikován jako             | Datum zajištění účasti | Pořadí účasti na MS | Poslední účast | Nejlepší umístění             | Říjen 2013    | Červen 2014   |
| -------------------------- | ----------------- | ----------------------------- | ---------------------- | ------------------- | -------------- | ----------------------------- | ------------- | ------------- |
| C1                         | Kolumbie          | 2. místo CONMEBOL             | 11. října 2013         | 5.                  | 1998           | Osmifinále (1990)             | 4.            | 8.            |
| C2                         | Řecko             | vítěz baráže UEFA             | 19. listopadu 2013     | 3.                  | 2010           | Základní skupina (1994, 2010) | 15.           | 12.           |
| C3                         | Pobřeží slonoviny | vítěz baráže CAF              | 16. listopadu 2013     | 3.                  | 2010           | Základní skupina (2006, 2010) | 17.           | 23.           |
| C4                         | Japonsko          | 4. fáze AFC - vítěz skupiny B | 4. června 2013         | 5.                  | 2010           | Osmifinále (2002, 2010)       | 44.           | 46.           |

Poznámka: Žebříček z října 2013 byl použit pro určení nasazení při konečném pořadí losování skupin na Mistrovství světa. Žebříček z června 2014 ukazuje aktuální pořadí mužstva ve světovém žebříčku FIFA.

## Tabulka
| Legenda                                                  |
| -------------------------------------------------------- |
| Vítěz skupiny a druhý v pořadí postupující do osmifinále |

| Tým               | Z | V | R | P | VG | IG | +/− | B |
| ----------------- | - | - | - | - | -- | -- | --- | - |
| Kolumbie          | 3 | 3 | 0 | 0 | 9  | 2  | +7  | 9 |
| Řecko             | 3 | 1 | 1 | 1 | 2  | 4  | −2  | 4 |
| Pobřeží slonoviny | 3 | 1 | 0 | 2 | 4  | 5  | −1  | 3 |
| Japonsko          | 3 | 0 | 1 | 2 | 2  | 6  | −4  | 1 |

Všechny časy zápasů jsou v SELČ.

## Zápasy

### Kolumbie vs Řecko
Oba týmy se spolu utkaly v pouze jednom utkání a to při přátelském utkání v roce 1994, kdy Kolumbie brankami Hernána Gaviria a Freddy Rincóna zvítězila 2:0. Kolumbijský záložník Fredy Guarín byl pro tento zápas suspendován, poté, co byl vyloučen v posledním kvalifikačním utkání proti Paraguayi.
| 14. června 2014 18:00                   |        |       |                                                                       |
| Kolumbie                                | 3 : 0  | Řecko | Estádio Mineirão, Belo Horizonte diváci: 57 174 rozhodčí: Mark Geiger |
| Armero 5' Gutiérrez 58' Rodríguez 90+3' | Zpráva |       | Estádio Mineirão, Belo Horizonte diváci: 57 174 rozhodčí: Mark Geiger |

| Kolumbie | Řecko |

| BR            | 1  | David Ospina            |     |     |
| PO            | 18 | Juan Camilo Zúñiga      |     |     |
| SO            | 2  | Cristián Zapata         |     |     |
| SO            | 3  | Mario Yepes (c)         |     |     |
| LO            | 7  | Pablo Armero            |     | 74' |
| SZ            | 6  | Carlos Sánchez          | 26' |     |
| SZ            | 8  | Abel Aguilar            |     | 69' |
| PK            | 11 | Juan Guillermo Cuadrado |     |     |
| ÚZ            | 10 | James Rodríguez         |     |     |
| LK            | 14 | Víctor Ibarbo           |     |     |
| SÚ            | 9  | Teófilo Gutiérrez       |     | 76' |
| Nahrazující:  |    |                         |     |     |
| ZÁ            | 15 | Alexander Mejía         |     | 69' |
| OB            | 4  | Santiago Arias          |     | 74' |
| ÚT            | 21 | Jackson Martínez        |     | 76' |
| Trenér:       |    |                         |     |     |
| José Pékerman |    |                         |     |     |

| BR              | 1  | Orestis Karnezis         |     |     |
| PO              | 15 | Vasilis Torosidis        |     |     |
| SO              | 4  | Kostas Manolas           |     |     |
| SO              | 19 | Sokratis Papastathopulos | 52' |     |
| LO              | 20 | José Holebas             |     |     |
| PZ              | 14 | Dimitris Salpingidis     | 55' | 57' |
| SZ              | 2  | Giannis Maniatis         |     |     |
| SZ              | 21 | Kostas Katsouranis (c)   |     |     |
| LZ              | 8  | Panagiotis Kone          |     | 78' |
| SÚ              | 7  | Georgios Samaras         |     |     |
| SÚ              | 17 | Theofanis Gekas          |     | 64' |
| Nahrazující:    |    |                          |     |     |
| ZÁ              | 18 | Ioannis Fetfatzidis      |     | 57' |
| ÚT              | 9  | Konstantinos Mitroglou   |     | 64' |
| ZÁ              | 10 | Giorgos Karagounis       |     | 78' |
| Trenér:         |    |                          |     |     |
| Fernando Santos |    |                          |     |     |

| Muž zápasu: James Rodríguez Asistenti rozhodčího: Mark Sean Hurd Joe Fletcher Čtvrtý rozhodčí: Alireza Faghani Pátý rozhodčí: Hassan Kamranifar |

### Pobřeží slonoviny vs Japonsko
Obě mužstva se spolu utkala v předchozích třech zápasech, to vše byla přátelská utkání. Naposledy se spolu střetly v roce 2010, kdy se z výhry radoval tým Pobřeží slonoviny, který zásluhou vlastní gólu Marcuse Tanaky a branky Kola Tourého zvítězil 2:0.
| 15. června 2014 3:00      |        |           |                                                                 |
| Pobřeží slonoviny         | 2 : 1  | Japonsko  | Arena Pernambuco, Recife diváci: 40 267 rozhodčí: Enrique Osses |
| Wilfried 64' Gervinho 66' | Zpráva | Honda 16' | Arena Pernambuco, Recife diváci: 40 267 rozhodčí: Enrique Osses |

| Pobřeží slonoviny | Japonsko |

|                |    |                 |     |     |
|                |    |                 |     |     |
| BR             | 1  | Boubacar Barry  |     |     |
| PO             | 17 | Serge Aurier    |     |     |
| SO             | 5  | Didier Zokora   | 58' |     |
| SO             | 22 | Sol Bamba       | 54' |     |
| LO             | 3  | Arthur Boka     |     | 75' |
| SZ             | 9  | Cheick Tioté    |     |     |
| SZ             | 20 | Serey Die       |     | 62' |
| ÚZ             | 19 | Yaya Touré (c)  |     |     |
| PÚ             | 8  | Salomon Kalou   |     |     |
| SÚ             | 12 | Wilfried Bony   |     | 78' |
| LÚ             | 10 | Gervinho        |     |     |
| Nahrazující:   |    |                 |     |     |
| ÚT             | 11 | Didier Drogba   |     | 62' |
| OB             | 18 | Constant Djakpa |     | 75' |
| ÚT             | 13 | Didier Ya Konan |     | 78' |
| Trenér:        |    |                 |     |     |
| Sabri Lamouchi |    |                 |     |     |

|                    |    |                   |     |     |
|                    |    |                   |     |     |
| BR                 | 1  | Eidži Kawašima    |     |     |
| PO                 | 2  | Acuto Učida       |     |     |
| SO                 | 22 | Maja Jošida       | 23' |     |
| SO                 | 6  | Masato Morišige   | 64' |     |
| LO                 | 5  | Juto Nagatomo     |     |     |
| DZ                 | 16 | Hotaru Jamaguči   |     |     |
| DZ                 | 17 | Makoto Hasebe (c) |     | 54' |
| PK                 | 9  | Shinji Okazaki    |     |     |
| ÚZ                 | 4  | Keisuke Honda     |     |     |
| LK                 | 10 | Šindži Kagawa     |     | 86' |
| SÚ                 | 18 | Juja Osako        |     | 67' |
| Nahrazující:       |    |                   |     |     |
| ZÁ                 | 7  | Jasuhito Endo     |     | 54' |
| ÚT                 | 13 | Jošito Okubo      |     | 67' |
| ZÁ                 | 11 | Joičiro Kakitani  |     | 86' |
| Trenér:            |    |                   |     |     |
| Alberto Zaccheroni |    |                   |     |     |

| Muž zápasu: Yaya Touré Asistenti rozhodčího: Carlos Astroza Sergio Román Čtvrtý rozhodčí: Néant Alioum Pátý rozhodčí: Djibril Camara |

### Kolumbie vs Pobřeží slonoviny
Oba týmy se ještě předtím nikdy spolu neutkaly.
| 19. června 2014 18:00      |        |                   |                                                                                |
| Kolumbie                   | 2 : 1  | Pobřeží slonoviny | Estádio Nacional Mané Garrincha, Brasília diváci: 68 748 rozhodčí: Howard Webb |
| Rodríguez 64' Quintero 70' | Zpráva | Gervinho 73'      | Estádio Nacional Mané Garrincha, Brasília diváci: 68 748 rozhodčí: Howard Webb |

| Kolumbie | Pobřeží slonoviny |

| BR            | 1  | David Ospina            |  |     |
| PO            | 18 | Juan Camilo Zúñiga      |  |     |
| SO            | 2  | Cristián Zapata         |  |     |
| SO            | 3  | Mario Yepes (c)         |  |     |
| LO            | 7  | Pablo Armero            |  | 72' |
| SZ            | 8  | Abel Aguilar            |  | 79' |
| SZ            | 6  | Carlos Sánchez          |  |     |
| PK            | 11 | Juan Guillermo Cuadrado |  |     |
| ÚZ            | 10 | James Rodríguez         |  |     |
| LK            | 14 | Víctor Ibarbo           |  | 53' |
| SÚ            | 9  | Teófilo Gutiérrez       |  |     |
| Nahrazující:  |    |                         |  |     |
| ZÁ            | 20 | Juan Fernando Quintero  |  | 53' |
| OB            | 4  | Santiago Arias          |  | 72' |
| ZÁ            | 15 | Alexander Mejía         |  | 79' |
| Trenér:       |    |                         |  |     |
| José Pékerman |    |                         |  |     |

| BR             | 1  | Boubacar Barry |     |     |
| PO             | 17 | Serge Aurier   |     |     |
| SO             | 5  | Didier Zokora  | 55' |     |
| SO             | 22 | Sol Bamba      |     |     |
| LO             | 3  | Arthur Boka    |     |     |
| SZ             | 20 | Serey Die      |     | 73' |
| SZ             | 9  | Cheick Tioté   | 90' |     |
| PK             | 10 | Gervinho       |     |     |
| ÚZ             | 19 | Yaya Touré (c) |     |     |
| LK             | 15 | Max Gradel     |     | 67' |
| SÚ             | 12 | Wilfried Bony  |     | 60' |
| Nahrazující:   |    |                |     |     |
| ÚT             | 11 | Didier Drogba  |     | 60' |
| ÚT             | 8  | Salomon Kalou  |     | 67' |
| ZÁ             | 6  | Mathis Bolly   |     | 73' |
| Trenér:        |    |                |     |     |
| Sabri Lamouchi |    |                |     |     |

| Muž zápasu: James Rodríguez Asistenti rozhodčího: Michael Mullarkey Darren Cann Čtvrtý rozhodčí: Víctor Hugo Carrillo Pátý rozhodčí: Rodney Aquino |

### Japonsko vs Řecko
Oba týmy se spolu střetly pouze v jednom zápase a to v základní skupině Konfederačního poháru 2005, kde Japonsko gólem Masaši Ogura zvítězilo 1:0.
| 19. června 2014 24:00 |        |       |                                                              |
| Japonsko              | 0 : 0  | Řecko | Arena das Dunas, Natal diváci: 39 485 rozhodčí: Joel Aguilar |
|                       | Zpráva |       | Arena das Dunas, Natal diváci: 39 485 rozhodčí: Joel Aguilar |

| Japonsko | Řecko |

| BR                 | 1  | Eidži Kawašima    |     |     |
| PO                 | 2  | Acuto Učida       |     |     |
| SO                 | 22 | Maja Jošida       |     |     |
| SO                 | 15 | Jasujuki Konno    |     |     |
| LO                 | 5  | Juto Nagatomo     |     |     |
| SZ                 | 16 | Hotaru Jamaguči   |     |     |
| SZ                 | 17 | Makoto Hasebe (c) | 12' | 46' |
| PK                 | 9  | Šindži Okazaki    |     |     |
| ÚZ                 | 4  | Keisuke Honda     |     |     |
| LK                 | 13 | Jošito Okubo      |     |     |
| SÚ                 | 18 | Juja Osako        |     | 57' |
| Nahrazující:       |    |                   |     |     |
| ZÁ                 | 7  | Jasuhito Endo     |     | 46' |
| ZÁ                 | 10 | Šindži Kagawa     |     | 57' |
|                    |    |                   |     |     |
| Trenér:            |    |                   |     |     |
| Alberto Zaccheroni |    |                   |     |     |

| BR              | 1  | Orestis Karnezis         |          |     |
| PO              | 15 | Vasilis Torosidis        | 89'      |     |
| SO              | 4  | Kostas Manolas           |          |     |
| SO              | 19 | Sokratis Papastathopulos |          |     |
| LO              | 20 | José Holebas             |          |     |
| DZ              | 21 | Kostas Katsouranis (c)   | 27', 38' |     |
| SZ              | 2  | Giannis Maniatis         |          |     |
| SZ              | 8  | Panagiotis Kone          |          | 81' |
| PK              | 18 | Giannis Fetfatzidis      |          | 41' |
| LK              | 7  | Georgios Samaras         | 55'      |     |
| SÚ              | 9  | Konstantinos Mitroglou   |          | 35' |
| Nahrazující:    |    |                          |          |     |
| ÚT              | 17 | Theofanis Gekas          |          | 35' |
| ZÁ              | 10 | Giorgos Karagounis       |          | 41' |
| ÚT              | 14 | Dimitris Salpingidis     |          | 81' |
| Trenér:         |    |                          |          |     |
| Fernando Santos |    |                          |          |     |

| Muž zápasu: Keisuke Honda Asistenti rozhodčího: William Torres Juan Zumba Čtvrtý rozhodčí: Norbert Hauata Pátý rozhodčí: Marwa Range |

### Japonsko vs Kolumbie
Oba týmy se spolu střetly v předchozích dvou utkáních, přičemž se naposledy utkaly v přátelském zápase v roce 2007, kde zápas skončil remízou a také v utkání základní skupiny Konfederačního poháru 2003, které brankou Giovanniho Hernándeze opanovala Kolumbie.
Kolumbie měla jistý postup do osmifinále, Japonci ještě měli šanci v případě vícególové výhry a příznivého výsledku z druhého souběžně hraného zápasu Řecko–Pobřeží slonoviny. Ale jihoamerický tým nedal soupeři vůbec prostor a pokračoval dál ve své atraktivní a efektivní hře, asijského soka deklasoval rozdílem třídy 4:1. Závěrečných pět minut zápasu odchytal v kolumbijském dresu Faryd Mondragón a stal se tak ve věku 43 let a 3 dní nejstarším fotbalistou v historii mistrovství světa, který kdy zasáhl do hry. Překonal věkový rekord Kamerunce Rogera Milly z MS 1994 (42 let a 39 dní). Jeho nasazení si vyžádali fanoušci i samotní spoluhráči. Vycházející hvězda James Rodríguez skóroval i ve třetím utkání základní skupiny.
| 24. června 2014 22:00 |        |                                                     |                                                               |
| Japonsko              | 1 : 4  | Kolumbie                                            | Arena Pantanal, Cuiabá diváci: 40 340 rozhodčí: Pedro Proença |
| Okazaki 45+1'         | Zpráva | Cuadrado 17' (pen.) Martínez 55', 82' Rodríguez 90' | Arena Pantanal, Cuiabá diváci: 40 340 rozhodčí: Pedro Proença |

| Japonsko | Kolumbie |

| BR                 | 1  | Eidži Kawašima    |     |     |
| PO                 | 2  | Acuto Učida       |     |     |
| SO                 | 22 | Maja Jošida       |     |     |
| SO                 | 15 | Jasujuki Konno    | 16' |     |
| LO                 | 5  | Juto Nagatomo     |     |     |
| SZ                 | 14 | Tošihiro Aojama   |     | 62' |
| SZ                 | 17 | Makoto Hasebe (c) |     |     |
| PK                 | 9  | Šindži Okazaki    |     | 69' |
| ÚZ                 | 4  | Keisuke Honda     |     |     |
| LK                 | 10 | Šindži Kagawa     |     | 85' |
| SÚ                 | 13 | Jošito Okubo      |     |     |
| Nahrazující:       |    |                   |     |     |
| ZÁ                 | 16 | Hotaru Jamaguči   |     | 62' |
| ÚT                 | 11 | Joičiro Kakitani  |     | 69' |
| ZÁ                 | 8  | Hiroši Kijotake   |     | 85' |
| Trenér:            |    |                   |     |     |
| Alberto Zaccheroni |    |                   |     |     |

| BR            | 1  | David Ospina (c)        |     | 85' |
| PO            | 4  | Santiago Arias          |     |     |
| SO            | 23 | Carlos Valdés           |     |     |
| SO            | 16 | Éder Balanta            |     |     |
| LO            | 7  | Pablo Armero            |     |     |
| SZ            | 15 | Alexander Mejía         |     |     |
| SZ            | 13 | Fredy Guarín            | 63' |     |
| ÚZ            | 11 | Juan Guillermo Cuadrado |     | 46' |
| ÚZ            | 20 | Juan Fernando Quintero  |     | 46' |
| DÚ            | 19 | Adrián Ramos            |     |     |
| SÚ            | 21 | Jackson Martínez        |     |     |
| Nahrazující:  |    |                         |     |     |
| ZÁ            | 5  | Carlos Carbonero        |     | 46' |
| ZÁ            | 10 | James Rodríguez         |     | 46' |
| BR            | 22 | Faryd Mondragón         |     | 85' |
| Trenér:       |    |                         |     |     |
| José Pékerman |    |                         |     |     |

| Muž zápasu: Jackson Martínez Asistenti rozhodčího: Bertinho Cunha Tiago Trigo Čtvrtý rozhodčí: Roberto Moreno Pátý rozhodčí: Eric Boria |

### Řecko vs Pobřeží slonoviny
Oba týmy se ještě nikdy předtím spolu nestřetly. Řecký kapitán Kostas Katsouranis (červená karta v předchozím utkání) a obránce Pobřeží slonoviny Didier Zokora (akumulace žlutých karet) byli suspendování na toto utkání.
| 24. června 2014 22:00            |        |                   |                                                                  |
| Řecko                            | 2 : 1  | Pobřeží slonoviny | Estádio Castelão, Fortaleza diváci: 59 095 rozhodčí: Carlos Vera |
| Samaris 42' Samaras 90+3' (pen.) | Zpráva | Bony 74'          | Estádio Castelão, Fortaleza diváci: 59 095 rozhodčí: Carlos Vera |

| Řecko | Pobřeží slonoviny |

| BR              | 1  | Orestis Karnezis           |  | 24' |
| PO              | 15 | Vasilis Torosidis          |  |     |
| SO              | 4  | Konstantinos Manolas       |  |     |
| SO              | 19 | Sokratis Papastathopulos   |  |     |
| LO              | 20 | José Holebas               |  |     |
| DZ              | 10 | Giorgos Karagounis (c)     |  | 78' |
| SZ              | 2  | Ioannis Maniatis           |  |     |
| SZ              | 16 | Lazaros Christodoulopoulos |  |     |
| PK              | 8  | Panagiotis Kone            |  | 12' |
| LK              | 7  | Georgios Samaras           |  |     |
| SÚ              | 14 | Dimitris Salpingidis       |  |     |
| Nahrazující:    |    |                            |  |     |
| ZÁ              | 22 | Andreas Samaris            |  | 12' |
| BR              | 12 | Panagiotis Glykos          |  | 24' |
| ÚT              | 17 | Theofanis Gekas            |  | 78' |
| Trenér:         |    |                            |  |     |
| Fernando Santos |    |                            |  |     |

| BR             | 1  | Boubacar Barry    |     |     |
| PO             | 17 | Serge Aurier      |     |     |
| SO             | 4  | Kolo Touré        |     |     |
| SO             | 22 | Sol Bamba         |     |     |
| LO             | 3  | Arthur Boka       |     |     |
| SZ             | 9  | Cheick Tioté      |     | 61' |
| SZ             | 20 | Serey Die         | 70' |     |
| PK             | 8  | Salomon Kalou     | 62' |     |
| ÚZ             | 19 | Yaya Touré        |     |     |
| LK             | 10 | Gervinho          |     | 83' |
| SÚ             | 11 | Didier Drogba (c) | 37' | 78' |
| Nahrazující:   |    |                   |     |     |
| ÚT             | 12 | Wilfried Bony     |     | 61' |
| ZÁ             | 14 | Ismaël Diomandé   |     | 78' |
| ÚT             | 21 | Giovanni Sio      |     | 83' |
| Trenér:        |    |                   |     |     |
| Sabri Lamouchi |    |                   |     |     |

| Muž zápasu: Georgios Samaras Asistenti rozhodčího: Christian Lescano Byron Romero Čtvrtý rozhodčí: Sandro Ricci Pátý rozhodčí: Emerson de Carvalho |